# 托马斯·康诺利
小托马斯·弗朗西斯·康诺利（英語：Thomas Francis Connolly Jr.，1909年10月24日—1996年5月24日），生于明尼苏达州圣保罗，美国男子体操运动员、军事人物。他曾代表美国获得1932年夏季奥运会体操比赛男子爬绳铜牌。